# Majur (Jagodina)
Pour les articles homonymes, voir Majur.
Majur (en serbe cyrillique : Мајур) est une localité de Serbie située sur le territoire de la ville de Jagodina, district de Pomoravlje. Au recensement de 2011, elle comptait 2 844 habitants.
Majur, officiellement classé parmi les villages de Serbie, est situé sur les bords du Lugomir, un affluent de la Velika Morava.

## Démographie

### Évolution historique de la population
| 1948  | 1953  | 1961  | 1971  | 1981  | 1991  | 2002  | 2011  |
| ----- | ----- | ----- | ----- | ----- | ----- | ----- | ----- |
| 1 881 | 2 126 | 2 337 | 2 440 | 2 832 | 2 906 | 2 777 | 2 844 |

|  |